# Duke Nukem 3D
Duke Nukem 3D er et computerskydespil der er lavet af 3D Realms.
Man er i spillet helten Duke Nukem, der skal rede Jorden fra en hær af rumvæsner. På trods af navnet var der ikke særlig meget mere 3-D i spillet, end alle andre spil fra den tid. Men det var en stort spring siden Duke Nukem og Duke Nukem 2 som var 2-D platformspil.
Det, der gjorde spillet særligt, var den store mængde af easter egg og "One-liners", der var i spillet. Kvindeorganisationer rasede over spillet, da det udkom. Grunden var det store antal mere eller mindre nøgne kvinder i spillet. En anden grund var, at en af banerne foregår i en stripklub.

## kilder
- 3D Realms hjemmeside Arkiveret 19. juli 2006 hos  Wayback Machine
- Duke4.net fanside Arkiveret 2. december 2004 hos  Wayback Machine